# Točna (železnice)

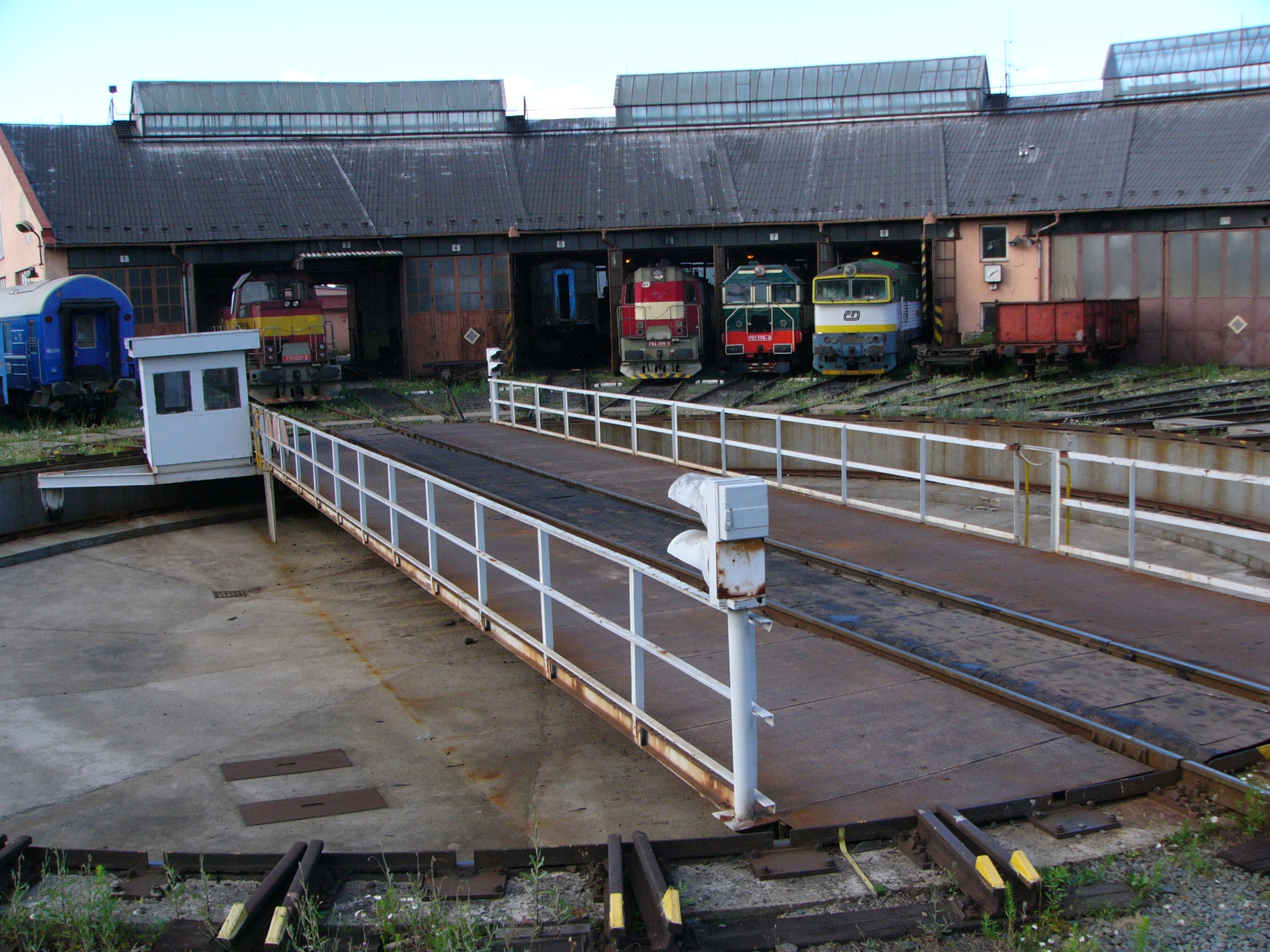
Točna před remízou

Točna je zařízení, které na železnici zajišťuje otáčení vozidel, především lokomotiv. Patřila k obvyklému vybavení výtopen s půlkruhovými remízami, kde umožňovala vjezd na mnoho stání uspořádaných paprskovitě kolem točny, existovaly ale i samostatné točny s minimem kolejí po obvodu. Před vynálezem výhybky roku 1832 byla nádraží vybavena točnami, které umožňovaly přesuny vozidel mezi jednotlivými kolejemi. Toto použití přežilo až do nedávné minulosti na důlních a podobných drážkách, kde se ručně posunovaly jednotlivé vozíky. Hlavním účelem točny však bylo otáčení parních lokomotiv, které měly při jízdě tendrem vpřed omezenou maximální rychlost.

## Konstrukce

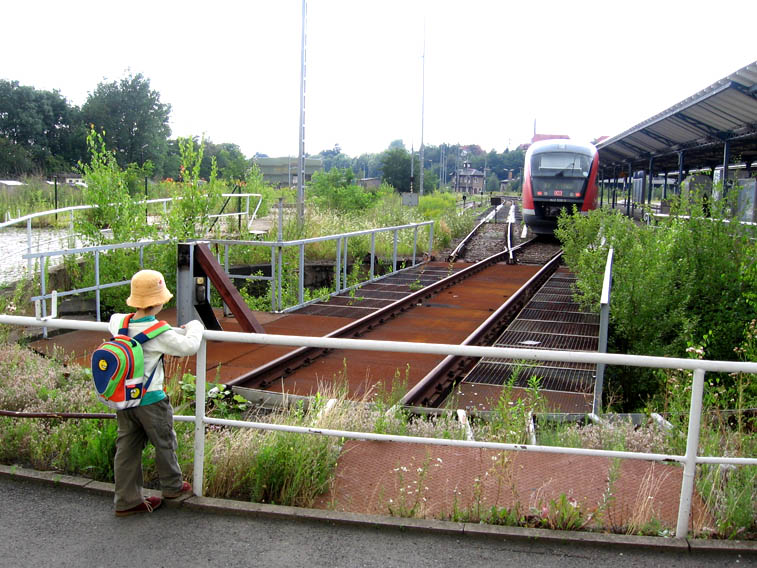
Segmentová točna na nádraží v Žitavě. V levé části snímku je patrný odskok kruhové jámy, který brání dalšímu otočení mostu točny.

V provozu normálně rozchodné železnice se používaly dva základní druhy točen:
- Vahadlová točna – má středové ložisko (královský čep), na němž spočívá kolejový most. Kolejový most má navíc na koncích kola, pojíždějící po kruhové kolejnici. Celá váha točny spočívá na středovém čepu, opatřeném ocelovou koulí v bronzovém loži. Kola slouží jen pro dovažování. Tento typ byl později opuštěn, protože nosník byl rozměrný a kolejový most vyžadoval poměrně hlubokou montážní jámu a rozměrné uložení středového ložiska.
- Kloubová točna – Kolejový most je uprostřed rozdělen na dvě ramena. Obě ramena spočívají uprostřed na kloubu a na okrajích na kolech, pojíždějících po kruhové kolejnici. Předělením mostu bylo možno odlehčit jeho konstrukci (jáma je pak mělčí a snáze odvodnitelná). Nájezdem na menší části mostu, který je navíc podpírán na více místech, vznikají také menší rázy a zvyšuje se tak životnost točny.

Kromě kruhových točen se vyskytují i točny segmentové, které neslouží k otáčení vozidel, ale k přesunu vozidel mezi jednotlivými kolejemi tam, kde nebylo místo pro výhybku a výtažnou kolej. Segmentová točna je k vidění například na nádraží v Žitavě.

## Provoz

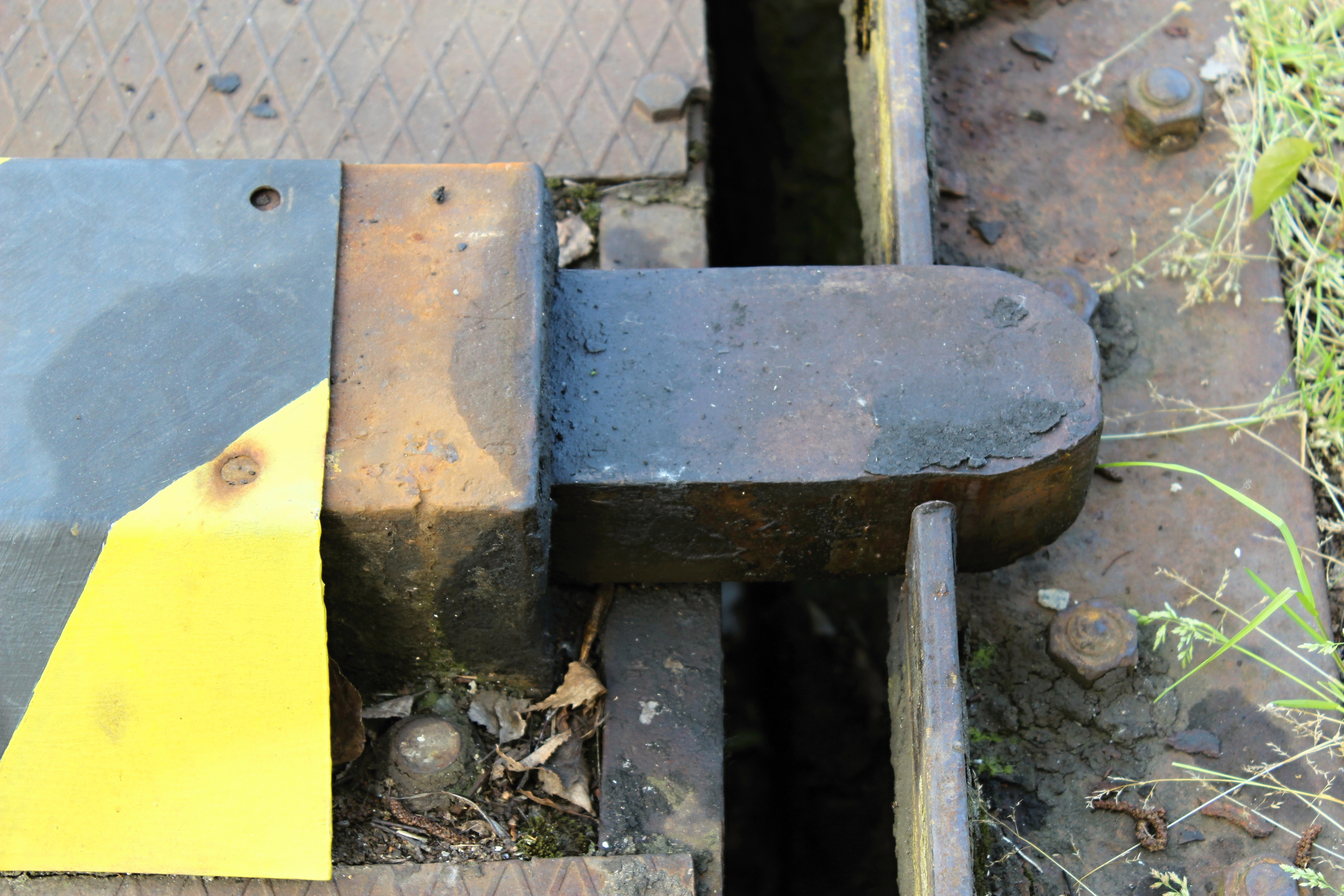
Vysunutý jazyk zajišťuje točnu na nádraží v Benešově.

Před příjezdem lokomotivy je točna natočena do správného směru a zajištěna vysunutím jazyka z točny. Jazyk je spojen s návěstidlem, které povolí nájezd na točnu. Podobně se řídí i odjezd.